# Crasna (okręg Gorj)
Crasna – wieś w Rumunii, w okręgu Gorj, w gminie Crasna. W 2011 roku liczyła 780 mieszkańców.